# 学校法人読売理工学院
学校法人読売理工学院（がっこうほうじんよみうりりこうがくいん）は、1969年（昭和44年）11月に読売新聞グループ本社が理工系の初級技術者を養成する目的で創立した東京都に所在する学校法人。
放送・メディア系、建築・電気系、医療・福祉系などの学科を設置している読売理工医療福祉専門学校（小石川校）と自動車整備学科を設置している専門学校 読売自動車大学校（江東校）の2つの専門学校を運営している。読売理工学院の設立からこれまでの卒業生は約4万人以上。
読売新聞の新聞販売店で新聞配達で働きながら通学する新聞奨学生の奨学金制度を利用することもできる。
かつては、福岡県にも、読売九州理工専門学校（北九州市小倉北区）と読売福岡理工専門学校（福岡市早良区）の2校が存在したが、2003年（平成15年）に廃校となった。

## 運営している専門学校
- 読売理工医療福祉専門学校（小石川校） - 文京区小石川に所在する。
- 専門学校 読売自動車大学校（江東校） - 江東区亀戸に所在する。

## 沿革
- 1969年（昭和44年） - 読売新聞グループ本社によって学校法人読売理工学院が創立される。[1]
- 1970年（昭和45年） - 読売東京理工専門学校（三田校）が東京都港区芝に開校する。
- 1982年（昭和57年） - 読売東京理工専門学校（三田校）から分離独立して江東区亀戸に自動車整備士を養成する読売江東理工専門学校（江東校）が開校される。
- 2003年（平成15年） - 読売九州理工専門学校（九州校）・読売福岡理工専門学校（福岡校）の2校を廃校する。
- 2006年（平成18年） - 読売東京理工専門学校（三田校）が読売理工医療福祉専門学校（三田校）に校名変更される。読売江東理工専門学校（江東校）が専門学校 読売自動車大学校に校名変更される。
- 2020年（令和2年） - 読売理工医療福祉専門学校（三田校）が港区芝から文京区小石川の新校舎（小石川校）に移転する。